# Мараме
Мараме — село у комуні Вернаму з приблизно 70 жителями (2013).
Мараме згадувався в письмовій формі вперше в 1426 році і в 1543 складався з шести будинків.
Залишки з кам'яної доби були знайдені в Мараме, а в південно-західній частині села — могили з бронзового століття і з старої залізної доби. Могили віддалені від сучасних будівель; воно може вказувати на старе місце розташування населеного пункту і що на півночі відбулося переміщення селища.
Лідер Центральної партії Енні Леф народилася і виросла в селі.